# Туцюань
45°22′35″ пн. ш. 121°33′40″ сх. д. / 45.37645° пн. ш. 121.56105° сх. д.
Туцюань (кит. 突泉县, пін. Tūquán Xiàn) — один із повітів КНР у складі префектури Хінган, Внутрішня Монголія. Адміністративний центр — містечко Туцюань.

## Географія
Туцюань лежить на висоті близько 310 метрів над рівнем моря у східних передгір'ях Великого Хінгану.

### Клімат
Повіт знаходиться у зоні, котра характеризується вологим континентальним кліматом зі спекотним літом. Найтепліший місяць — липень із середньою температурою 22,9 °C. Найхолодніший місяць — січень, із середньою температурою -13,8 °С.
| Клімат повіту Туцюань   | Клімат повіту Туцюань | Клімат повіту Туцюань | Клімат повіту Туцюань | Клімат повіту Туцюань | Клімат повіту Туцюань | Клімат повіту Туцюань | Клімат повіту Туцюань | Клімат повіту Туцюань | Клімат повіту Туцюань | Клімат повіту Туцюань | Клімат повіту Туцюань | Клімат повіту Туцюань | Клімат повіту Туцюань |
| Показник                | Січ.                  | Лют.                  | Бер.                  | Квіт.                 | Трав.                 | Черв.                 | Лип.                  | Серп.                 | Вер.                  | Жовт.                 | Лист.                 | Груд.                 | Рік                   |
| Середній максимум, °C   | −7,8                  | −2,9                  | 4,7                   | 15,2                  | 22,8                  | 27,1                  | 28,3                  | 27,3                  | 22,2                  | 13,5                  | 1,5                   | −6,2                  | 12,1                  |
| Середня температура, °C | −13,8                 | −9,7                  | −2,3                  | 8                     | 15,9                  | 21                    | 22,9                  | 21,3                  | 15                    | 6,5                   | −4,4                  | −11,6                 | 5,7                   |
| Середній мінімум, °C    | −18,2                 | −15                   | −8,5                  | 1                     | 8,6                   | 14,7                  | 17,8                  | 15,7                  | 8,5                   | 0,5                   | −9,3                  | −16                   | 0                     |
| Норма опадів, мм        | 1.3                   | 1.6                   | 5.2                   | 13.8                  | 28                    | 71                    | 148.1                 | 77.2                  | 30.5                  | 10.8                  | 3.4                   | 2.2                   | 393.1                 |
| Вологість повітря, %    | 47                    | 41                    | 38                    | 35                    | 38                    | 55                    | 71                    | 70                    | 58                    | 47                    | 48                    | 50                    | 49.8                  |
| ----------------------- | --------------------- | --------------------- | --------------------- | --------------------- | --------------------- | --------------------- | --------------------- | --------------------- | --------------------- | --------------------- | --------------------- | --------------------- | --------------------- |
| Джерело: data.cma.cn    |                       |                       |                       |                       |                       |                       |                       |                       |                       |                       |                       |                       |                       |